# (32854) 1992 SC13
1992 أس سي 13 (ويعرف أيضًا باسم (32854) 1992 أس سي 13 وفق تسمية الكوكب الصغير) (بالإنجليزية: 1992 SC13)‏ هو كويكب ضمن حزام الكويكبات؛ وترتيبه 32854 من حيث الاكتشاف.
اكتُشف هذا الجُرم الفلكي بواسطة Kin Endate ‏ في 30 سبتمبر 1992.

## وصلات خارجية
- (32854) 1992 SC13 في قاعدة بيانات مختبر الدفع النفاث لأجرام النظام الشمسي الصغيرة

- الاكتشاف · مخطط المدار ·  العناصر المدارية · المعلمات المادية

- (32854) 1992 SC13 على موقع ويكي سكاي: DSS2, SDSS, GALEX, IRAS, Hydrogen α, X-Ray, Astrophoto, Sky Map, Articles and images